# Галагаев, Владимир Иванович
Владимир Иванович Галагаев (род. 2 июля 1939, Толкачи, Шкловский район, Могилёвская область, БССР, СССР) — генеральный директор Ярославской табачной фабрики «Балканская звезда» в 1987—2005 годах, ныне предприниматель в сфере строительства и гостиничного бизнеса, депутат Ярославской областной думы В 2000—2013 годах.

## Биография
Родился 2 июля 1939 года в деревне Толкачи Шкловского района Могилёвской области.
В 1953—1957 годах учился в Могилёвском машиностроительном техникуме, а в 1963—1970 годах — во Всесоюзном заочном политехническом институте (инженер-механик). В 1957—1987 годах работал на ярославском заводе «Красный маяк»: начав с токаря-автоматчика дошёл до заместителя главного инженера завода; в 1980—1987 годах возглавлял заводское партбюро.
В 1987—2005 годах генеральный директор Ярославской табачной фабрики «Балканская звезда», которая за эти годы стала одним из крупнейших производителей табачной продукции в России. После продажи фабрики международному табачному концерну «Altadis» в 2004 году вложил вырученные средства в строительство и гостиничный бизнес: купил непрофильные активы фабрики — четырёхзвёздочную гостиницу «Ring premier hotel», Ярославский завод силикатного кирпича, завод «Яртехнострой», предприятие по производству ячеистого бетона. Самый богатый ярославец, несколько лет входит в число 500 самых богатых людей России — 4,9 миллиарда рублей (163 миллиона долларов США) на февраль 2011 года.
Член правления Экономического совета Ярославской области, с 2003 по 2013 годы его председатель. В 2000—2013 годах депутат Ярославской областной думы 3,4, 5 созывов, член фракции «Единая Россия»; председатель комитета по экономической политике.

## Награды
- Медаль ордена «За заслуги перед Отечеством» II степени — 22 апреля 1996.
- Медаль «Ветеран труда» — 4 февраля 1985.[2]
- Почётный гражданин Ярославля — 8 июля 2010 года — за выдающийся вклад в развитие экономики Ярославля и благотворительную деятельность.[5]

## Личная жизнь
Женат, имеет троих сыновей. Сын Роман Галагаев — предприниматель, депутат муниципалитета Ярославля в 2012—2022 годах.